# La legge del più forte
La legge del più forte (The Sheepman) è un film western del 1958 diretto da George Marshall, con protagonisti Glenn Ford e Shirley MacLaine.

## Trama
Stati Uniti, 1880. Jason Sweet vince a poker un gregge di pecore e decide di portarle in una cittadina del west dove l'unica attività è l'allevamento di bovini. Jason, immaginando che non sarà facile farsi accettare, usa tutte le sue astuzie per mostrarsi subito a tutti per quello che è, e cioè un ottimo pistolero, abile picchiatore e persona estremamente decisa e risoluta.
Dell Payton è la prima a imbattersi in Jason e a rimanerne attratta. Lo spavaldo neoarrivato però si scontra subito col suo fidanzato, il "colonnello" Steven Bedford, una sorta di plenipotenziario riverito da tutta la cittadinanza. In realtà Jason lo conosce da quando era con lui in Texas e si chiamava Johnny Bledsoe. Il "colonnello" capisce che Jason è una minaccia per la posizione che lui si è costruito con il tempo a suon di menzogne.
Bedford riesce inizialmente a convincere tutta la popolazione a schierarsi contro l'uomo che vuole allevare le pecore, ma questi non molla e insinua negli abitanti il dubbio, fondatissimo, che il loro paladino li stia in realtà truffando. Bedford allora chiama il pistolero professionista Chocktaw con il quale Jason ha già un conto aperto. Jason affronta Chocktaw i cui due scagnozzi sono disarmati da Dell Payton e Milt Masters, ormai rivoltatisi al colonnello. Freddato Chocktaw e poi Bedford, Jason Sweet, seppur ferito, è il trionfatore e il salvatore del paese.
Con sorpresa di Dell, Jason vende il suo gregge di pecore per acquistare bovini, e avviarsi quindi verso la fattoria che condurrà insieme a lei.